# Moses Sumney
Moses Sumney est un chanteur américain né le 19 mai 1991 à San Bernardino (Californie) de parents ghanéens. Il sort l'album Aromanticism en 2017 puis Græ en 2020.

## Discographie

### EPs
- Mid-City Island (2014)
- Lamentations (2016)
- Make Out in My Car: Chameleon Suite (2018)
- Black in Deep Red (2018)
- Sophcore (2024)

### Singles
| Titre                                | année | Album             |
| ------------------------------------ | ----- | ----------------- |
| Man on the Moon                      | 2014  | Mid-City Island   |
| Seeds / Pleas                        | 2015  | -                 |
| Everlasting Sigh                     | 2016  | -                 |
| Worth It                             | 2016  | Lamentations      |
| Lonely World (Lamentations Version)  | 2016  | Lamentations      |
| Doomed                               | 2017  | Aromanticism      |
| Quarrel                              | 2017  | Aromanticism      |
| Indulge Me                           | 2017  | Aromanticism      |
| Rank & File                          | 2018  | Black in Deep Red |
| Virile                               | 2019  | Græ               |
| Polly                                | 2019  | Græ               |
| Me in 20 Years                       | 2020  | Græ               |
| Cut Me                               | 2020  | Græ               |
| Bless Me                             | 2020  | Græ               |
| The Other Lover (avec Little Dragon) | 2020  | -                 |